# Danh sách cầu thủ tham dự vòng loại giải vô địch bóng đá U-20 thế giới 2007 khu vực Bắc, Trung Mỹ và Caribe
Đây là danh sách các đội hình tham dự Vòng loại giải vô địch bóng đá U-20 thế giới khu vực Bắc, Trung Mỹ và Caribe 2007 tổ chức ở Panama và México từ 7 tháng 1 đến 25 tháng 2 năm 2007.

## Bảng A

### Guatemala
Huấn luyện viên:  Rodrigo Kenton

| Số | VT | Cầu thủ          | Ngày sinh (tuổi)            | Trận | Bàn | Câu lạc bộ          |
| -- | -- | ---------------- | --------------------------- | ---- | --- | ------------------- |
| 1  | TM | Carlos Reyes     | 8 tháng 9, 1987 (19 tuổi)   |      |     | Antigua             |
| 2  | HV | Dor Yasur        | 9 tháng 5, 1987 (19 tuổi)   |      |     | American University |
| 3  | HV | Ricardo Sandoval | 25 tháng 4, 1987 (19 tuổi)  |      |     | Sacachispas         |
| 4  | TV | Cristian Noriega | 20 tháng 3, 1987 (19 tuổi)  |      |     | Municipal           |
| 5  | TV | Jean Howell      | 13 tháng 3, 1988 (18 tuổi)  |      |     | Municipal           |
| 6  | HV | Jaime Vides      | 12 tháng 7, 1987 (19 tuổi)  |      |     | Municipal           |
| 7  | TV | Julián Priego    | 23 tháng 9, 1987 (19 tuổi)  |      |     | Municipal           |
| 8  | TV | Marco Ponce      | 15 tháng 11, 1987 (19 tuổi) |      |     | Municipal           |
| 9  | TĐ | Minor López      | 1 tháng 2, 1987 (19 tuổi)   |      |     | Xelajú              |
| 10 | TĐ | Marco Ciani      | 7 tháng 3, 1987 (19 tuổi)   |      |     | Comunicaciones      |
| 11 | TĐ | Edward Santeliz  | 18 tháng 6, 1987 (19 tuổi)  |      |     | Suchitepéquez       |
| 14 | HV | Rafael Morales   | 6 tháng 4, 1988 (18 tuổi)   |      |     | Antigua             |
| 15 | TV | Manuel León      | 23 tháng 9, 1987 (19 tuổi)  |      |     | Municipal           |
| 16 | TĐ | Jonathan López   | 10 tháng 5, 1988 (18 tuổi)  |      |     | Malacateco          |
| 17 | TĐ | Christian Mena   | 26 tháng 1, 1987 (19 tuổi)  |      |     | Suchitepéquez       |
| 18 | HV | Allan Secada     | 6 tháng 1, 1987 (20 tuổi)   |      |     | Comunicaciones      |
| 19 | TĐ | Abner Trigueros  | 27 tháng 12, 1987 (19 tuổi) |      |     | Comunicaciones      |
| 20 | TĐ | David Aroche     | 7 tháng 7, 1990 (16 tuổi)   |      |     | Municipal           |
| 21 | HV | Pablo Solórzano  | 1 tháng 3, 1988 (18 tuổi)   |      |     | Jalapa              |
| 22 | TM | Carlos Rodríguez | 2 tháng 9, 1987 (19 tuổi)   |      |     | Marquense           |

### Haiti
Huấn luyện viên:  Claudio Frean

| Số | VT | Cầu thủ           | Ngày sinh (tuổi)            | Trận | Bàn | Câu lạc bộ |
| -- | -- | ----------------- | --------------------------- | ---- | --- | ---------- |
| 1  | TM | Peterson Occénat  | 3 tháng 12, 1989 (17 tuổi)  |      |     | FHF        |
| 2  | HV | Pascal Scifaite   | 19 tháng 1, 1987 (19 tuổi)  |      |     | FHF        |
| 3  | HV | Abdias D’Aout     | 18 tháng 6, 1988 (18 tuổi)  |      |     | FHF        |
| 4  | HV | Symson Exume      | 4 tháng 10, 1988 (18 tuổi)  |      |     | FHF        |
| 5  | HV | Judelin Aveska    | 21 tháng 10, 1987 (19 tuổi) |      |     | FHF        |
| 6  | HV | Junior Natoux     | 12 tháng 8, 1988 (18 tuổi)  |      |     | FHF        |
| 7  | TĐ | Etienne Yveson    | 13 tháng 5, 1987 (19 tuổi)  |      |     | FHF        |
| 8  | TĐ | Adelt Maddy       | 12 tháng 2, 1988 (18 tuổi)  |      |     | FHF        |
| 9  | TĐ | Desroches Samuel  | 18 tháng 10, 1987 (19 tuổi) |      |     | FHF        |
| 10 | TV | Brisly Renaud     | 20 tháng 4, 1989 (17 tuổi)  |      |     | FHF        |
| 11 | TV | Roberts Saintilus | 5 tháng 1, 1987 (20 tuổi)   |      |     | FHF        |
| 14 | TV | Peterson Joseph   | 24 tháng 4, 1990 (16 tuổi)  |      |     | FHF        |
| 15 | TV | Junior Saul       | 18 tháng 1, 1988 (18 tuổi)  |      |     | FHF        |
| 16 | TĐ | Sony Norde        | 27 tháng 7, 1989 (17 tuổi)  |      |     | FHF        |
| 17 | TĐ | Augustin Walson   | 20 tháng 7, 1988 (18 tuổi)  |      |     | FHF        |
| 18 | HV | Vaniel Sirin      | 26 tháng 10, 1989 (17 tuổi) |      |     | FHF        |
| 19 | TV | Jean Dieulemps    | 7 tháng 2, 1987 (19 tuổi)   |      |     | FHF        |
| 22 | TM | Andy Collinet     | 6 tháng 1, 1987 (20 tuổi)   |      |     | FHF        |

### Panama
Huấn luyện viên:  Julio Dely Valdés

| Số | VT | Cầu thủ             | Ngày sinh (tuổi)            | Trận | Bàn | Câu lạc bộ          |
| -- | -- | ------------------- | --------------------------- | ---- | --- | ------------------- |
| 1  | TM | Guillermo Murillo   | 4 tháng 11, 1987 (19 tuổi)  |      |     | San Francisco       |
| 2  | HV | Eric Vásquez        | 8 tháng 1, 1988 (19 tuổi)   |      |     | Chorrillo           |
| 3  | HV | Luis Ovalle         | 7 tháng 9, 1988 (18 tuổi)   |      |     | Sporting 89         |
| 4  | TĐ | Josué Brown         | 11 tháng 10, 1987 (19 tuổi) |      |     | Atlético Veragüense |
| 5  | HV | Marvin Mitchell     | 23 tháng 1, 1987 (19 tuổi)  |      |     | Arabe Unido         |
| 6  | TV | Francisco Castañeda | 23 tháng 11, 1988 (18 tuổi) |      |     | Tauro               |
| 7  | TV | Javier González     | 20 tháng 6, 1988 (18 tuổi)  |      |     | Alianza             |
| 8  | TV | Luis Jaramillo      | 25 tháng 4, 1988 (18 tuổi)  |      |     | Chepo               |
| 9  | TĐ | Gabriel Torres      | 31 tháng 10, 1988 (18 tuổi) |      |     | San Francisco       |
| 10 | TV | Nelson Barahona     | 22 tháng 11, 1987 (19 tuổi) |      |     | Arabe Unido         |
| 11 | TV | Armando Cooper      | 26 tháng 11, 1987 (19 tuổi) |      |     | Arabe Unido         |
| 12 | TM | Luis Mejía          | 16 tháng 3, 1991 (15 tuổi)  |      |     | Tauro               |
| 13 | TV | Pablo González      | 21 tháng 3, 1989 (17 tuổi)  |      |     | No club             |
| 14 | HV | Christian Vergara   | 10 tháng 12, 1988 (18 tuổi) |      |     | No club             |
| 15 | HV | Miguel González     | 15 tháng 10, 1987 (19 tuổi) |      |     | Atlético Veragüense |
| 16 | TV | Fernando Barber     | 12 tháng 3, 1987 (19 tuổi)  |      |     | No club             |
| 17 | HV | Antonio Leslie      | 23 tháng 4, 1987 (19 tuổi)  |      |     | Arabe Unido         |
| 18 | TĐ | Davis Wallace       | 31 tháng 7, 1988 (18 tuổi)  |      |     | Tauro               |
| 19 | TV | Celso Polo          | 19 tháng 3, 1987 (19 tuổi)  |      |     | San Francisco       |
| 20 | TV | Manuel Aparicio     | 1 tháng 12, 1987 (19 tuổi)  |      |     | No club             |

### Hoa Kỳ
Huấn luyện viên:  Thomas Rongen

| Số | VT | Cầu thủ             | Ngày sinh (tuổi)            | Trận | Bàn | Câu lạc bộ                |
| -- | -- | ------------------- | --------------------------- | ---- | --- | ------------------------- |
| 1  | TM | Chris Seitz         | 12 tháng 3, 1987 (19 tuổi)  |      |     | University of Maryland    |
| 2  | HV | Tim Ward            | 28 tháng 2, 1987 (19 tuổi)  |      |     | Columbus Crew             |
| 3  | TV | Bryan Arguez        | 13 tháng 1, 1989 (18 tuổi)  |      |     | West Kendal Optomists     |
| 4  | HV | Amaechi Igwe        | 20 tháng 5, 1988 (18 tuổi)  |      |     | Santa Clara Broncos       |
| 5  | HV | Nathan Sturgis      | 6 tháng 7, 1987 (19 tuổi)   |      |     | Los Angeles Galaxy        |
| 6  | HV | Quavas Kirk         | 13 tháng 4, 1988 (18 tuổi)  |      |     | Los Angeles Galaxy        |
| 7  | TV | Danny Szetela       | 17 tháng 6, 1987 (19 tuổi)  |      |     | Columbus Crew             |
| 8  | TV | Robbie Rogers       | 12 tháng 5, 1987 (19 tuổi)  |      |     | Heerenveen                |
| 9  | TĐ | Johann Smith        | 25 tháng 4, 1987 (19 tuổi)  |      |     | Bolton Wanderers          |
| 10 | TV | Jonathan Villanueva | 30 tháng 3, 1988 (18 tuổi)  |      |     | University of Virginia    |
| 11 | TV | Freddy Adu          | 2 tháng 6, 1989 (17 tuổi)   |      |     | Real Salt Lake            |
| 12 | TĐ | Jozy Altidore       | 6 tháng 11, 1989 (17 tuổi)  |      |     | New York Red Bulls        |
| 13 | HV | Ofori Sarkodie      | 18 tháng 6, 1988 (18 tuổi)  |      |     | Ấn Độna University        |
| 14 | HV | Anthony Wallace     | 26 tháng 1, 1989 (17 tuổi)  |      |     | Brandon FC                |
| 15 | TĐ | Sal Zizzo           | 3 tháng 4, 1987 (19 tuổi)   |      |     | UCLA Bruins               |
| 16 | HV | Julian Valentin     | 23 tháng 2, 1987 (19 tuổi)  |      |     | Wake Forest Demon Deacons |
| 17 | TĐ | Preston Zimmerman   | 21 tháng 11, 1988 (18 tuổi) |      |     | Hamburger SV              |
| 18 | TM | Brian Perk          | 21 tháng 7, 1989 (17 tuổi)  |      |     | UCLA Bruins               |
| 19 | TV | Tony Beltran        | 11 tháng 10, 1987 (19 tuổi) |      |     | UCLA Bruins               |
| 20 | TĐ | Andre Akpan         | 9 tháng 12, 1987 (19 tuổi)  |      |     | Harvard University        |

## Bảng B

### Costa Rica
Huấn luyện viên:  Geovanni Alfaro

| Số | VT | Cầu thủ               | Ngày sinh (tuổi)            | Trận | Bàn | Câu lạc bộ    |
| -- | -- | --------------------- | --------------------------- | ---- | --- | ------------- |
| 1  | TM | Alfonso Quesada       | 15 tháng 3, 1988 (18 tuổi)  |      |     | Cádiz         |
| 2  | HV | Brayan Jiménez        | 15 tháng 3, 1988 (18 tuổi)  |      |     | Saprissa      |
| 3  | HV | Rudy Dawson           | 8 tháng 5, 1988 (18 tuổi)   |      |     | Alajuelense   |
| 4  | HV | Giancarlo González    | 8 tháng 2, 1988 (18 tuổi)   |      |     | Alajuelense   |
| 5  | TV | Esteban Rodríguez     | 25 tháng 1, 1988 (18 tuổi)  |      |     | Alajuelense   |
| 6  | TV | José Cubero           | 14 tháng 2, 1987 (19 tuổi)  |      |     | Herediano     |
| 7  | TV | José Luis Cordero     | 14 tháng 2, 1987 (19 tuổi)  |      |     | No club       |
| 8  | TV | Celso Borges          | 27 tháng 5, 1988 (18 tuổi)  |      |     | Saprissa      |
| 9  | TĐ | César Elizondo        | 10 tháng 2, 1988 (18 tuổi)  |      |     | Saprissa      |
| 10 | TV | Luis Pérez            | 17 tháng 3, 1987 (19 tuổi)  |      |     | Pérez Zeledón |
| 11 | TĐ | Jean Carlos Solórzano | 8 tháng 1, 1988 (19 tuổi)   |      |     | Alajuelense   |
| 12 | TĐ | Jonathan McDonald     | 28 tháng 10, 1987 (19 tuổi) |      |     | No club       |
| 13 | HV | Enmanuel Esquivel     | 26 tháng 1, 1987 (19 tuổi)  |      |     | San Carlos    |
| 14 | HV | Pablo Herrera         | 14 tháng 2, 1987 (19 tuổi)  |      |     | Alajuelense   |
| 15 | TV | Orlando González      | 20 tháng 1, 1988 (18 tuổi)  |      |     | Carmelita     |
| 16 | HV | Leslie Ramos          | 25 tháng 1, 1988 (18 tuổi)  |      |     | Alajuelense   |
| 17 | HV | David Myrie           | 1 tháng 6, 1988 (18 tuổi)   |      |     | Cádiz         |
| 18 | TM | Esteban Alvarado      | 28 tháng 4, 1989 (17 tuổi)  |      |     | Saprissa      |
| 19 | TĐ | Ricardo García        | 18 tháng 2, 1988 (18 tuổi)  |      |     | Puntarenas    |
| 20 | HV | Kendall Waston        | 1 tháng 1, 1988 (19 tuổi)   |      |     | Saprissa      |

### Jamaica
Huấn luyện viên:  Dean Weatherly

| Số | VT | Cầu thủ          | Ngày sinh (tuổi)            | Trận | Bàn | Câu lạc bộ        |
| -- | -- | ---------------- | --------------------------- | ---- | --- | ----------------- |
| 1  | TM | Dwayne Miller    | 14 tháng 7, 1987 (19 tuổi)  |      |     | Harbour View      |
| 3  | TĐ | Andre Fagan      | 16 tháng 7, 1987 (19 tuổi)  |      |     | Fraser            |
| 4  | TV | Joel Senior      | 9 tháng 12, 1987 (19 tuổi)  |      |     | Howard University |
| 5  | TV | Norman Bailey    | 1 tháng 2, 1988 (18 tuổi)   |      |     | Meadhaven United  |
| 7  | TV | Ricardo Cousins  | 7 tháng 8, 1987 (19 tuổi)   |      |     | Portmore United   |
| 8  | HV | Nicholas Beckett | 11 tháng 12, 1987 (19 tuổi) |      |     | Harbour View      |
| 9  | HV | Eric Vernan      | 4 tháng 7, 1987 (19 tuổi)   |      |     | Portmore United   |
| 10 | TV | James Thomas     | 20 tháng 12, 1988 (18 tuổi) |      |     | No club           |
| 11 | HV | Dawyne Smith     | 7 tháng 3, 1988 (18 tuổi)   |      |     | Meadhaven United  |
| 12 | TĐ | Keammar Daley    | 18 tháng 2, 1988 (18 tuổi)  |      |     | Jamaica Collage   |
| 13 | TM | Duwayne Kerr     | 16 tháng 1, 1987 (20 tuổi)  |      |     | Reno              |
| 14 | TV | Omar Persad      | 21 tháng 3, 1987 (19 tuổi)  |      |     | No club           |
| 15 | HV | Michael Binns    | 12 tháng 8, 1988 (18 tuổi)  |      |     | Portmore United   |
| 16 | TV | Edward Campbell  | 15 tháng 10, 1988 (18 tuổi) |      |     | Village United    |
| 17 | HV | Troy Smith       | 24 tháng 4, 1987 (19 tuổi)  |      |     | Village United    |
| 18 | TĐ | Draion McNain    | 28 tháng 11, 1988 (18 tuổi) |      |     | Reno              |
| 19 | TV | Joel Grant       | 26 tháng 8, 1987 (19 tuổi)  |      |     | Aldershot Town    |
| 20 | HV | Montrose Phinn   | 27 tháng 11, 1987 (19 tuổi) |      |     | Harbour View      |
| 22 | TĐ | Alanzo Adlam     | 12 tháng 3, 1989 (17 tuổi)  |      |     | Harbour View      |
| 23 | TV | Andrae Campbell  | 14 tháng 3, 1989 (17 tuổi)  |      |     | Portmore United   |

### México
Huấn luyện viên:  Jesús Ramírez

| Số | VT | Cầu thủ              | Ngày sinh (tuổi)            | Trận | Bàn | Câu lạc bộ       |
| -- | -- | -------------------- | --------------------------- | ---- | --- | ---------------- |
| 1  | TM | Alfonso Blanco       | 31 tháng 7, 1987 (19 tuổi)  |      |     | Pachuca          |
| 2  | HV | Patricio Araujo      | 30 tháng 1, 1988 (18 tuổi)  |      |     | Guadalajara      |
| 3  | HV | Efraín Juárez        | 22 tháng 2, 1988 (18 tuổi)  |      |     | Barbate          |
| 4  | HV | Christian Sánchez    | 4 tháng 4, 1989 (17 tuổi)   |      |     | Atlas            |
| 5  | HV | Héctor Moreno        | 7 tháng 1, 1988 (19 tuổi)   |      |     | Pumas            |
| 6  | TV | Omar Esparza         | 21 tháng 5, 1988 (18 tuổi)  |      |     | Guadalajara      |
| 7  | TV | Jorge Hernández      | 1 tháng 6, 1988 (18 tuổi)   |      |     | Barbate          |
| 8  | TV | Martín González      | 11 tháng 5, 1987 (19 tuổi)  |      |     | Tecos            |
| 9  | TĐ | Carlos Vela          | 1 tháng 3, 1989 (17 tuổi)   |      |     | Salamanca        |
| 10 | TĐ | Giovani Dos Santos   | 11 tháng 5, 1989 (17 tuổi)  |      |     | Barcelona        |
| 11 | TV | Javier Hernández     | 1 tháng 6, 1988 (18 tuổi)   |      |     | Guadalajara      |
| 12 | TM | Rodolfo Cota         | 3 tháng 7, 1987 (19 tuổi)   |      |     | Indios           |
| 13 | HV | Osmar Mares          | 17 tháng 6, 1987 (19 tuổi)  |      |     | Santos Laguna    |
| 14 | HV | Marco Iván Pérez     | 9 tháng 12, 1987 (19 tuổi)  |      |     | Pachuca          |
| 15 | HV | Alejandro Castro     | 27 tháng 3, 1987 (19 tuổi)  |      |     | Cruz Azul        |
| 16 | TV | Adrián Aldrete       | 14 tháng 6, 1988 (18 tuổi)  |      |     | Monarcas Morelia |
| 17 | TĐ | José Daniel Guerrero | 18 tháng 11, 1987 (19 tuổi) |      |     | Atlante          |
| 18 | TV | César Villaluz       | 18 tháng 7, 1988 (18 tuổi)  |      |     | Cruz Azul        |
| 19 | TV | Christian Bermúdez   | 26 tháng 4, 1987 (19 tuổi)  |      |     | Atlante          |
| 20 | TĐ | Enrique Esqueda      | 19 tháng 4, 1988 (18 tuổi)  |      |     | América          |

### Saint Kitts và Nevis
Huấn luyện viên:  Lester Morris

| Số | VT | Cầu thủ            | Ngày sinh (tuổi)            | Trận | Bàn | Câu lạc bộ              |
| -- | -- | ------------------ | --------------------------- | ---- | --- | ----------------------- |
| 1  | TM | Alexis Richards    | 31 tháng 10, 1987 (19 tuổi) |      |     | Garden Hotspurs         |
| 2  | HV | Patrece Liburd     | 1 tháng 3, 1988 (18 tuổi)   |      |     | Nottingham Forest       |
| 3  | HV | Javin Matthew      | 30 tháng 8, 1988 (18 tuổi)  |      |     | Village Superstars      |
| 4  | HV | Akil Mason         | 30 tháng 10, 1987 (19 tuổi) |      |     | Parsons                 |
| 5  | HV | Rovan Wigley       | 11 tháng 2, 1988 (18 tuổi)  |      |     | St. Peters              |
| 7  | TV | Tiran Hanley       | 22 tháng 3, 1988 (18 tuổi)  |      |     | Washington Archibald HS |
| 8  | TV | Kevin Banjamin     | 18 tháng 2, 1989 (17 tuổi)  |      |     | Cayon Rockets           |
| 9  | HV | Kareem Harris      | 6 tháng 1, 1988 (19 tuổi)   |      |     | St. Peters              |
| 10 | TĐ | Aaron Moses-Garvey | 6 tháng 9, 1989 (17 tuổi)   |      |     | Birmingham City         |
| 11 | TV | Gerard Williams    | 4 tháng 6, 1988 (18 tuổi)   |      |     | Old Road                |
| 12 | TV | Tyron Amory        | 25 tháng 12, 1989 (17 tuổi) |      |     | Derby County            |
| 13 | HV | Tishan Hanley      | 22 tháng 8, 1990 (16 tuổi)  |      |     | Watts                   |
| 14 | TV | Kelvin Taylor      | 13 tháng 5, 1987 (19 tuổi)  |      |     | Tabernadle              |
| 15 | TV | Orlando Mitchum    | 19 tháng 5, 1987 (19 tuổi)  |      |     | Washington Archibald HS |
| 16 | HV | Shawn Boothe       | 25 tháng 9, 1988 (18 tuổi)  |      |     | Tamworth                |
| 17 | TĐ | Matthew Berkeley   | 3 tháng 8, 1987 (19 tuổi)   |      |     | Gretna                  |
| 18 | TV | Irandy Byron       | 25 tháng 1, 1989 (17 tuổi)  |      |     | Washington Archibald HS |
| 19 | TĐ | Jolston Wattley    | 23 tháng 12, 1988 (18 tuổi) |      |     | No club                 |
| 22 | TM | Kervin Benjamin    | 18 tháng 2, 1989 (17 tuổi)  |      |     | Conaree                 |
| 26 | HV | Mudassa Howe       | 22 tháng 10, 1988 (18 tuổi) |      |     | Washington Archibald HS |